# Chelsea Chenault
Chelsea Chenault (Walnut Creek, 19 oktober 1994) is een Amerikaanse voormalige zwemster.

## Carrière
Bij haar internationale debuut, op de wereldkampioenschappen kortebaanzwemmen 2012 in Istanboel, veroverde Chenault samen met Megan Romano, Shannon Vreeland en Allison Schmitt de wereldtitel op de 4x200 meter vrije slag. Zowel in 2013 als 2015 nam ze deel aan de Wereldkampioenschappen zwemmen. Chenault zwom telkens enkel in de series van de 4x200 meter vrije slag. In de finale behaalden haar landgenotes telkens de gouden medaille zodat Chenault ook twee keer de gouden medaille kreeg voor haar deelname aan de series.

## Internationale toernooien
| Jaar | Olympische Spelen | WK langebaan                                      | WK kortebaan      | PanPacs       | Pan-Ams       |
| ---- | ----------------- | ------------------------------------------------- | ----------------- | ------------- | ------------- |
| 2012 | geen deelname     |                                                   | 4x200m vrije slag |               |               |
| 2013 |                   | 4x200m vrije slag · Chenault zwom enkel de series |                   |               |               |
| 2014 |                   |                                                   | geen deelname     | geen deelname |               |
| 2015 |                   | 4x200m vrije slag · Chenault zwom enkel de series |                   |               | geen deelname |
| 2016 | geen deelname     |                                                   | geen deelname     |               |               |

## Persoonlijke records

### Kortebaan
| Afstand         | Tijd    | Datum           | Plaats  |
| --------------- | ------- | --------------- | ------- |
| 200m vrije slag | 1.56,49 | 22 oktober 2011 | Berlijn |
| 400m vrije slag | 4.00,85 | 23 oktober 2011 | Berlijn |

### Langebaan
| Afstand         | Tijd    | Datum            | Plaats      |
| --------------- | ------- | ---------------- | ----------- |
| 200m vrije slag | 1.58,19 | 23 augustus 2012 | Hawaii      |
| 400m vrije slag | 4.08,38 | 1 juni 2012      | Santa Clara |